# Dom Turysty PTTK w Toruniu
Dom Turysty PTTK w Toruniu – hotel należący do Polskiego Towarzystwa Turystyczno-Krajoznawczego w Toruniu, położony przy ulicy Legionów 24. Został wybudowany przez Oddział PTK w Toruniu, według projektu Wiery i Kazimierza Sylwestrowiczów. Prace budowlane rozpoczęto 11 lipca 1932 roku. Budynek oddano do użytku 24 września 1933 roku. Całkowity koszt budowy wyniósł ok. 50 tys. złotych.
W październiku 1972 roku na jego zachodniej ścianie odsłonięto tablicę upamiętniającą Mariana Sydowa.
Budynek jest wpisany do gminnej ewidencji zabytków (nr 1737).